# Курзенков, Леонид Сергеевич
Леонид Сергеевич Курзенков (7 ноября 1936 — 10 ноября 2015) — советский и российский художник-график, член Союза художников СССР.

## Биография
Леонид Сергеевич Курзенков родился в Наро-Фоминске в семье Героя Советского Союза Сергея Георгиевича Курзенкова. Окончив среднюю школу, поступил во Всесоюзный Государственный институт кинематографии на художественный факультет. В 1961 году окончил художественно-декоративное отделение ВГИКа, где он учился у таких известных художников театра и кино, как М. Богданов, Ю. Пименов, Г. Мясников, Ю. Богородский, получает распределение на студию «Ленфильм», активно работает на киностудии им. Горького, как художник-постановщик и с тех пор его творческая биография связана с самыми разными фильмами, выходящими не только в Ленинграде, но и в Москве.
В 1964 году вступил в Союз художников СССР. С 1964 года — постоянный участник московских, республиканских и зарубежных художественных выставок. Лауреат почетных грамот Московской Организации Союза художников РСФСР и центрального выставочного зала г. Ленинграда. Так же Курзенков являлся членом Православной академии, доцентом Катехизаторского института Высоко — Петровского монастыря, в 2007 году, награждён орденом святителя Московского Иннокентия. Его работы приобретены Музеем Традиционного искусства народов мира г. Москва и частными коллекционерами России.
Курзенков не просто художник-современник, а необыкновенно многогранная личность.
Он в первую очередь талантливый график. Он занимался оформлением афиш, рисовал карикатуры, пейзажи, портреты. Леонид Сергеевич мастер портрета, он так же писал на молодёжную тему, на тему мифологии, так же известен как иконописец. У него много работ на тему советского производства.
Похоронен на Ваганьковском кладбище, города Москвы. Информация предоставлена семьей художника.

## Участие в выставках
- Выставка графики март апрель 1969 Москва — конференц-зал издательства ЦК ВЛКСМ «Молодая гвардия».
- Выставка «Смена», январь 1971 г.[4]
- «Аранжировки русских народных картинок» 1974 г. Дом Художника, Кузнецкий мост д.11;
- «Аранжировки русских народных любовных картинок» 1977г, г. Ленинград, Государственный Русский музей.
- Постоянный участник московских, республиканских и зарубежных художественных выставок.

## Работы художника
- Толгский женский монастырь (роспись или иконы, пока не удалось узнать).
- Тульский государственный музей оружия в кремле (роспись).
- Спасо-Преображе́нский Солове́цкий монастырь — деисусный ряд в надвратную церковь Благовещения Пресвятой Богородицы.
- 1999 г. Храм Христа Спасителя — роспись стен.
- Церковь Иконы Божией Матери Владимирской на озере Светлояре — реставрационные работы по восстановлению икон храма.
- Храм Ильи Пророка — иконы
- Написание икон на Афон (кельи), так же написание икон в Ирландию.
- 2002 г. Храм Смоленской Божьей Матери в селе Темкино — написание икон местного ряда и сень надвратная «Евхаристия и Троица».
- Благовещенский монастырь — икона Николая Чудотворца.
- Часовня мужского монастыря в г. Воронеж — икона императора Николая II.
- 2002 г. Храм Казанской Божьей Матери под Дивеевом — Распятие с Голгофой.

Изучение Иконы стала причиной педагогической деятельности художника. Курзенков начал с преподавания в воскресной приходской школе храма Рождества Богородицы в Крылатском г. Москвы, затем продолжилась на богословских курсах отдела религиозного образования и катехизации Московской Патриархии. Тяжелая болезнь глаз, приведшая к полной потере зрения, не остановила художника от написания икон совместно со своими учениками. Ушел из жизни этот замечательный многогранный художник и мастер своего дела, спустя три дня после своего 79-летия, 10 ноября 2015 года.